# Клек (планина)
Вижте пояснителната страница за други значения на Клек.
Клек (на хърватски: Klek) е планина в северозападна Хърватия, Карловацка жупания. Това е най-източната планина от формиращите планинската верига Велика капела, част от Динарските планини.
Най-високият ѝ връх Велики клек или само Клек достига 1182 м. По-ниският, но също много стръмен връх, е Клечице или Мали клек (1058 м). Най-близко разположеният град е Огулин.
Клек представлява ботанически резерват и в него виреят редица защитени планински растителни видове.
Любопитно е преданието от XVII в., според което при среднощни бури на върха на планината се събират вещици и феи.
Клек е привлекателно място и за скалните катерачи, за които най-дългият участък за изкачване е с дължина 200 м.